# آلکو

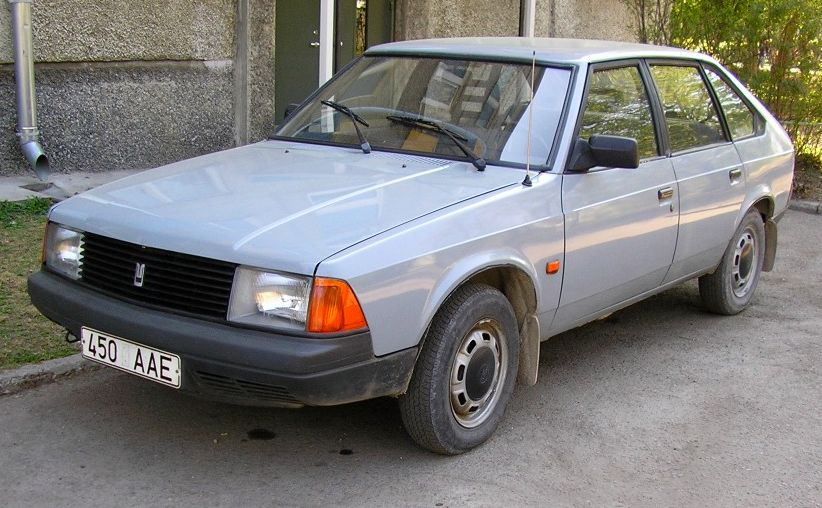

آلکو (Aleko) خودرویی است که در سال‌های ۱۹۸۶—۲۰۰۰تولید شده‌است. طراحی آن خودروهای موتور جلو-محور جلو بوده طول آن در حالت طبیعی ۴٫۳۵ متر (۱۷۱٫۳ اینچ)، عرض آن در حالت طبیعی ۱٫۶۹ متر (۶۶٫۵ اینچ) و ارتفاع آن در حالت طبیعی ۱٫۴ متر (۵۵٫۱ اینچ) است.
این خودرو در برند و شرکت Moskvitch Stock Company (Moskvitch) تولید و به ثبت رسیده است.
در این نظر خودرو های شبیه به *آلکو* سیمکا 1307 و آئودی 100 که به ثبت رسیده است.
پرکاربرد ترین موتور این ماشین 1.5 UZAM-331.10 است که توسط خود برند و شرکت Moskvitch Stock Company (Moskvitch) به ثبت رسیده است.  

## نگارخانه

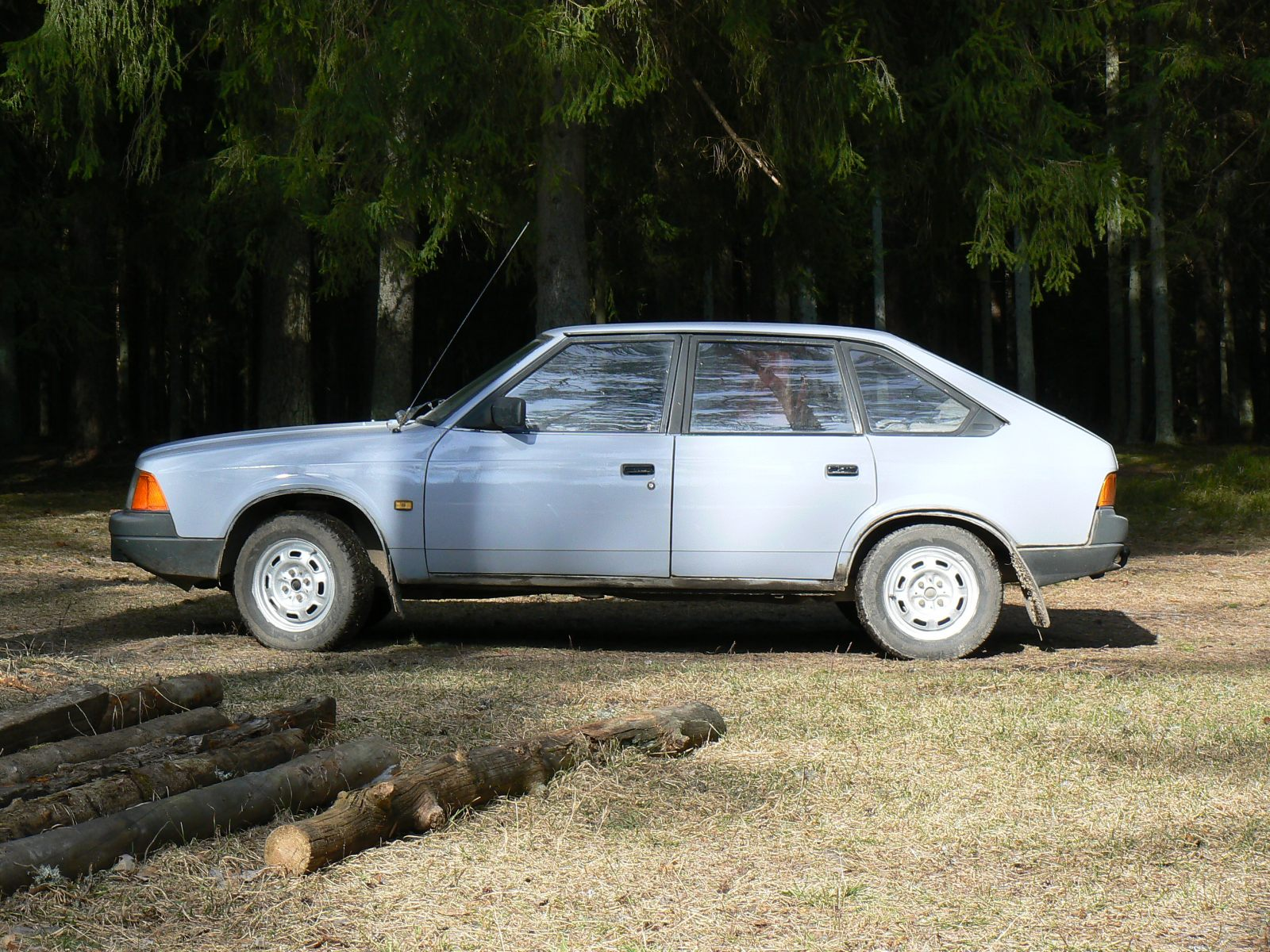
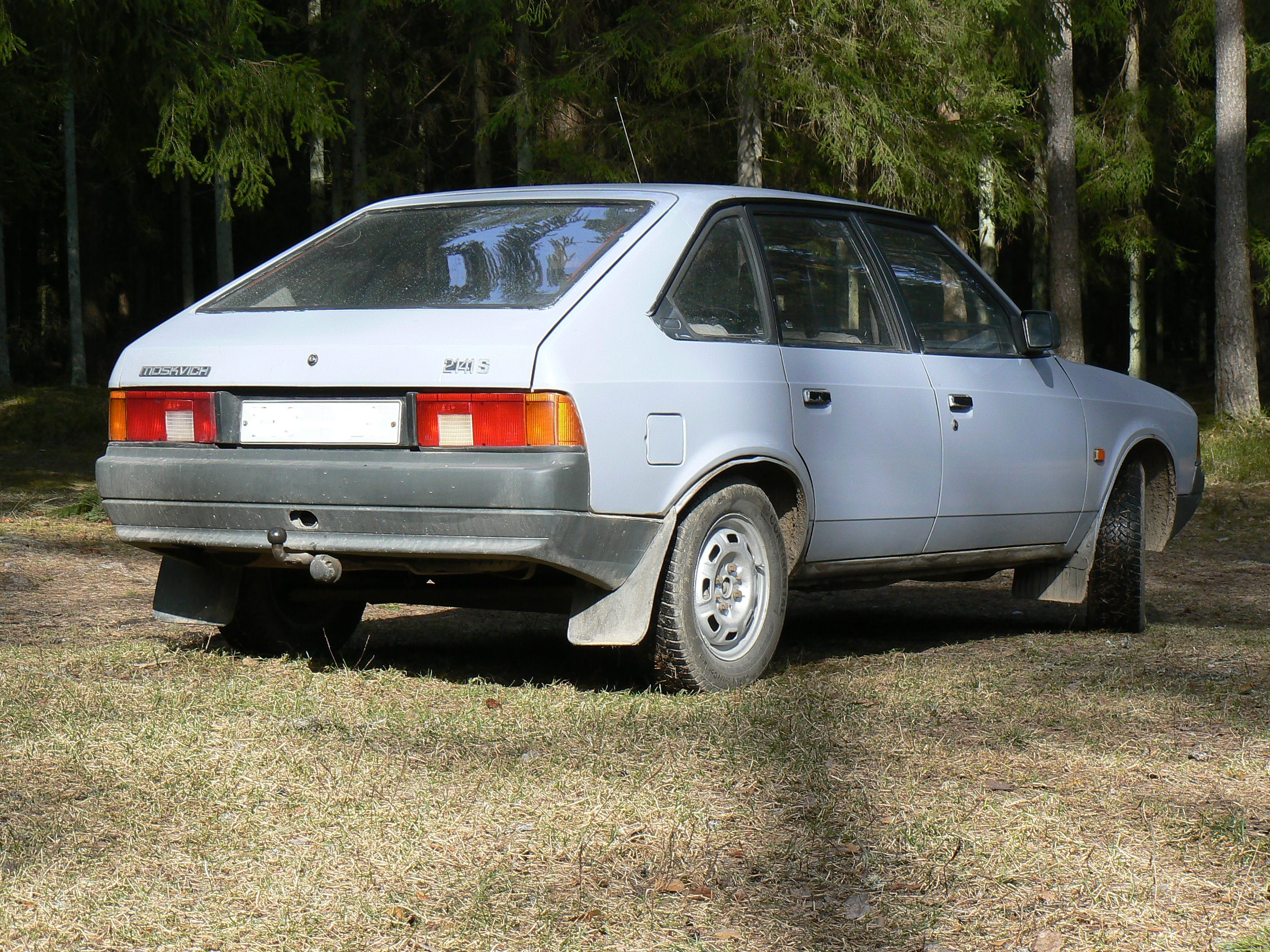
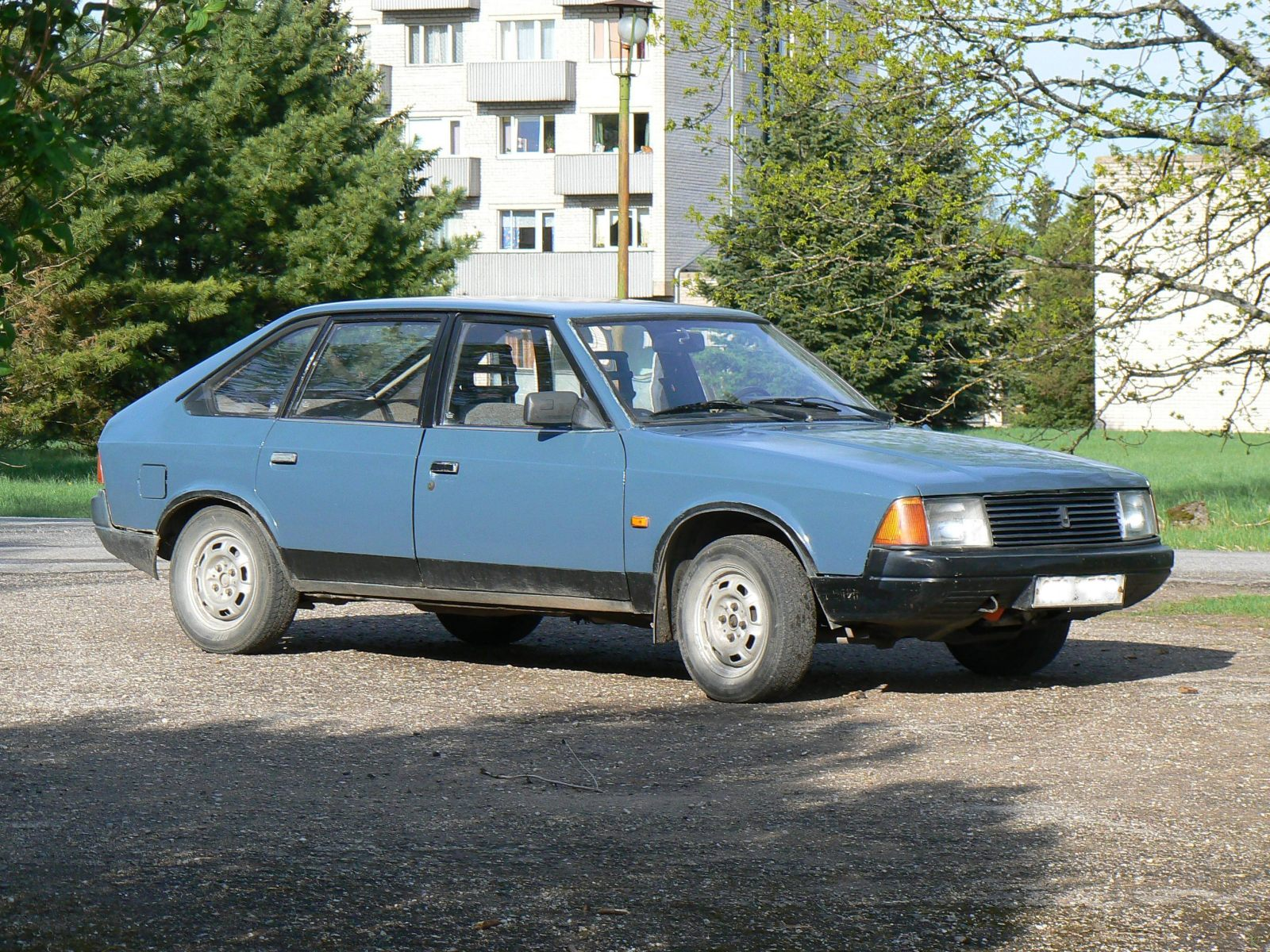
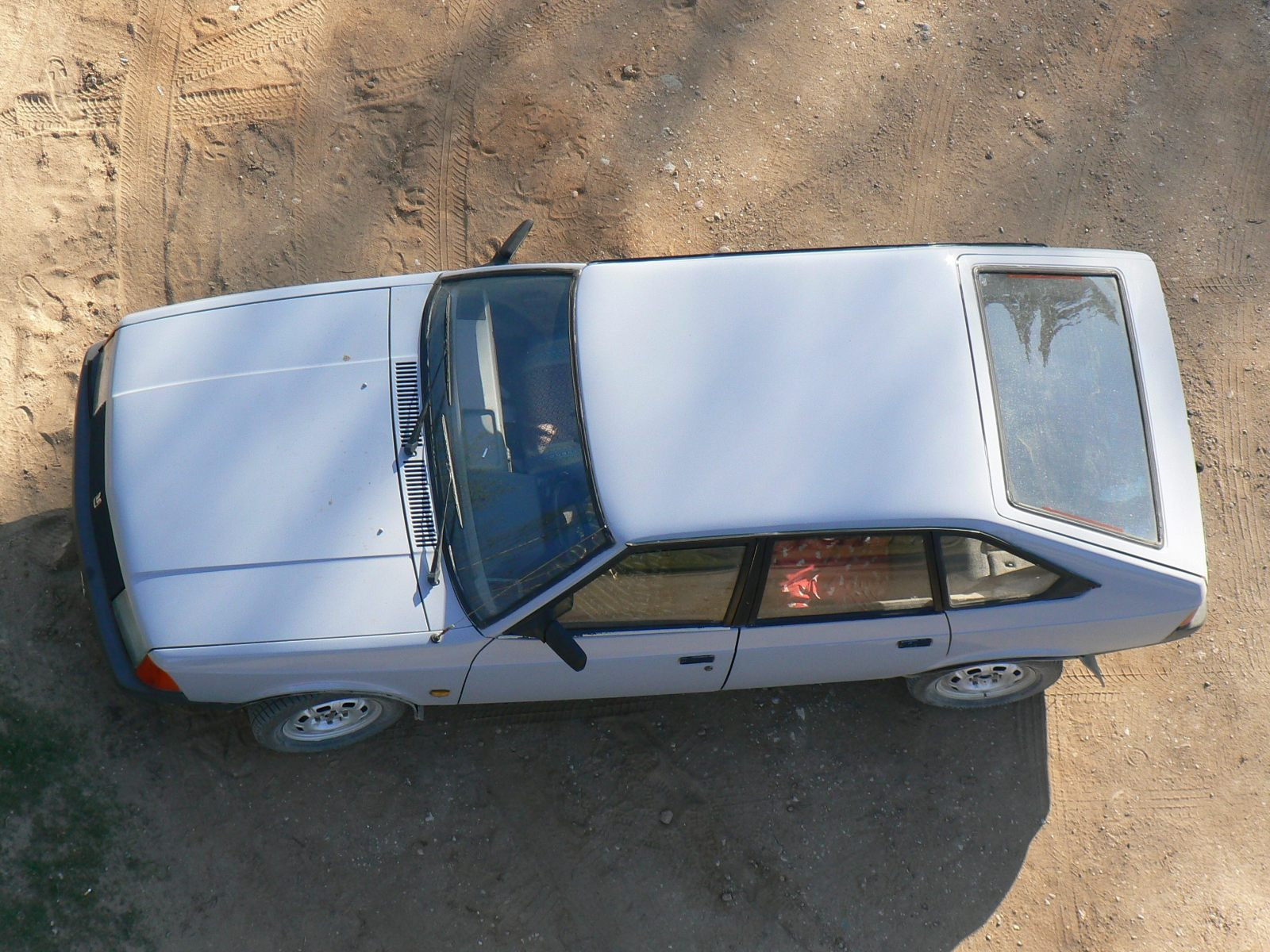
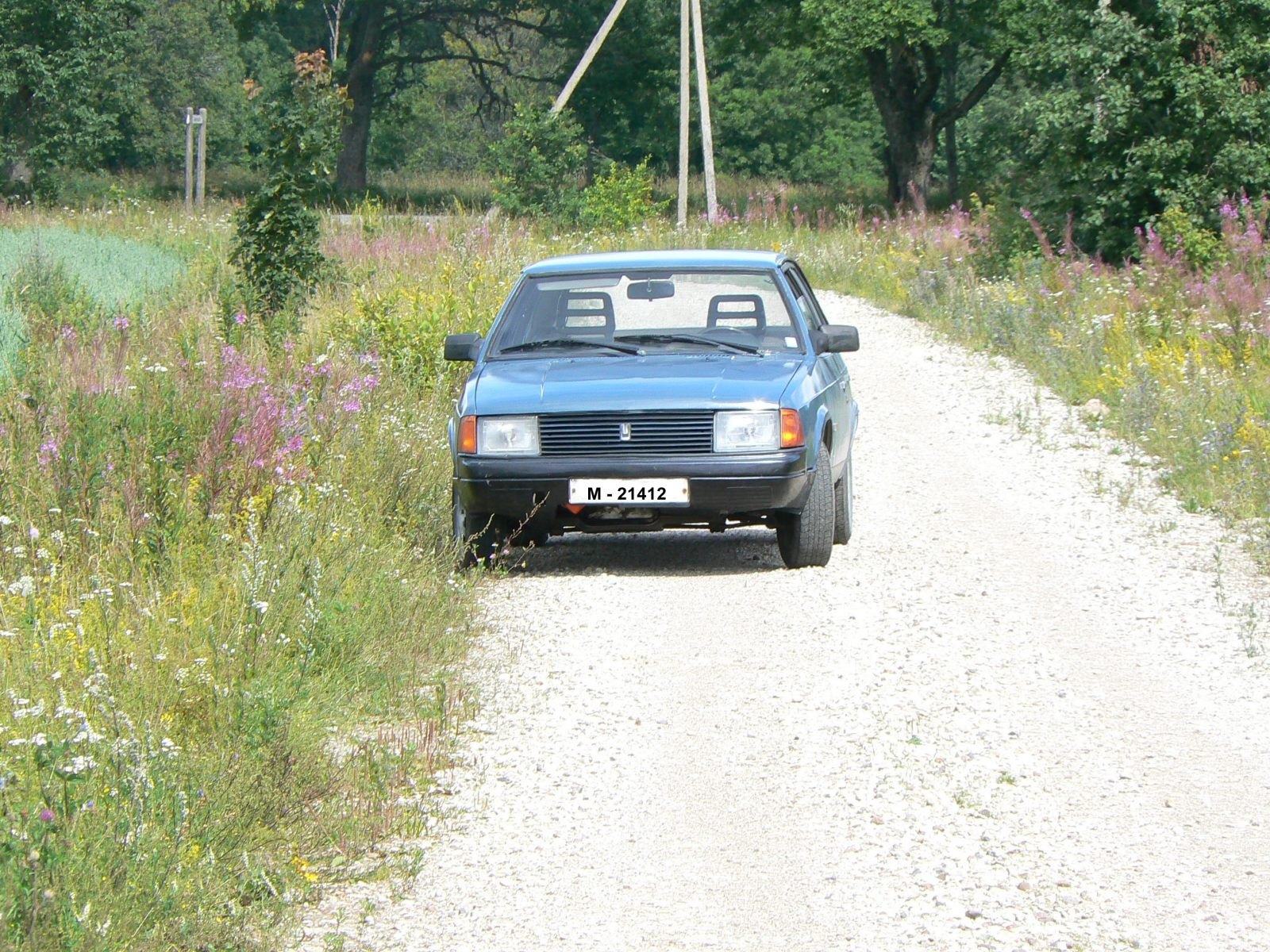
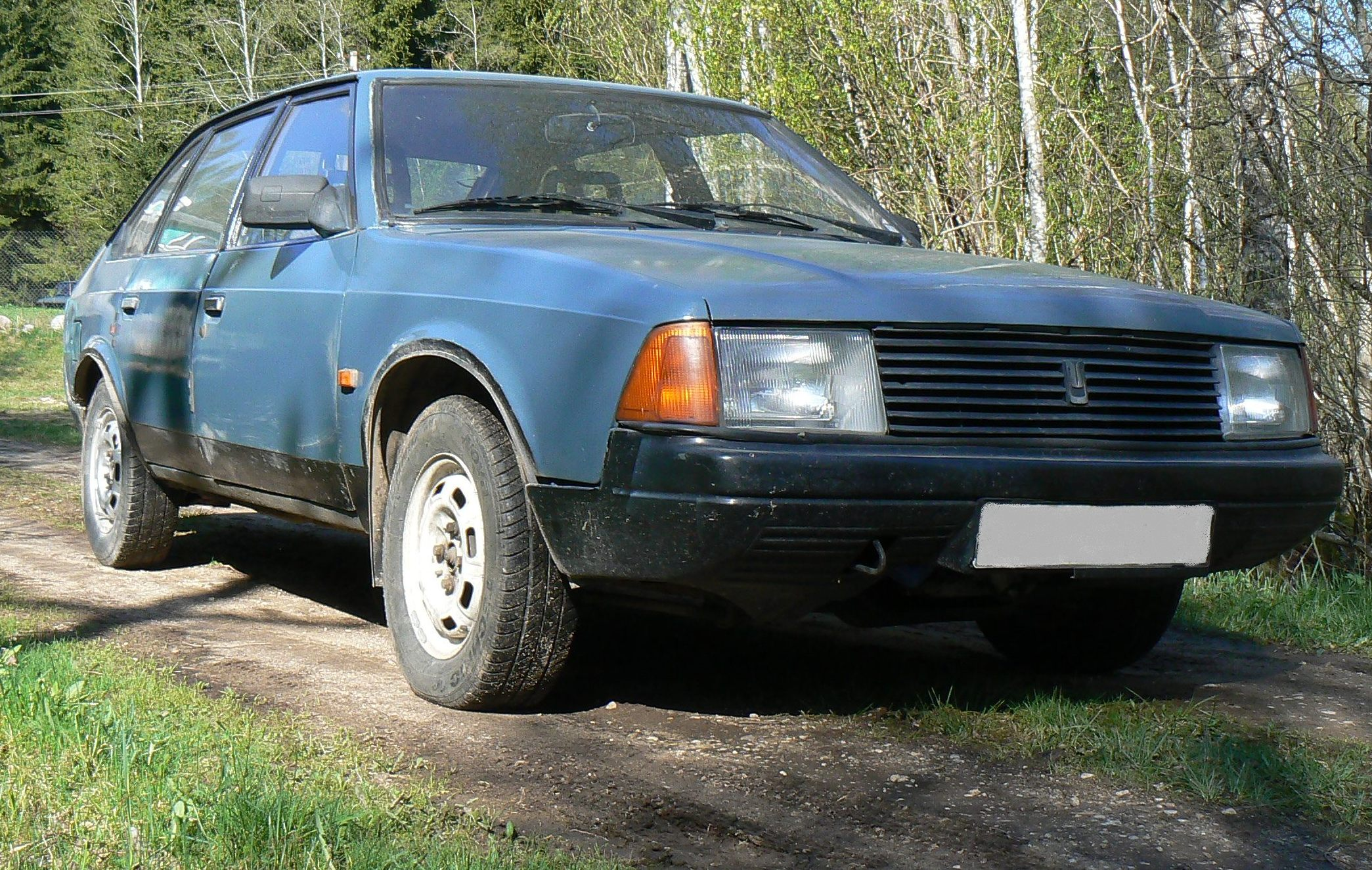
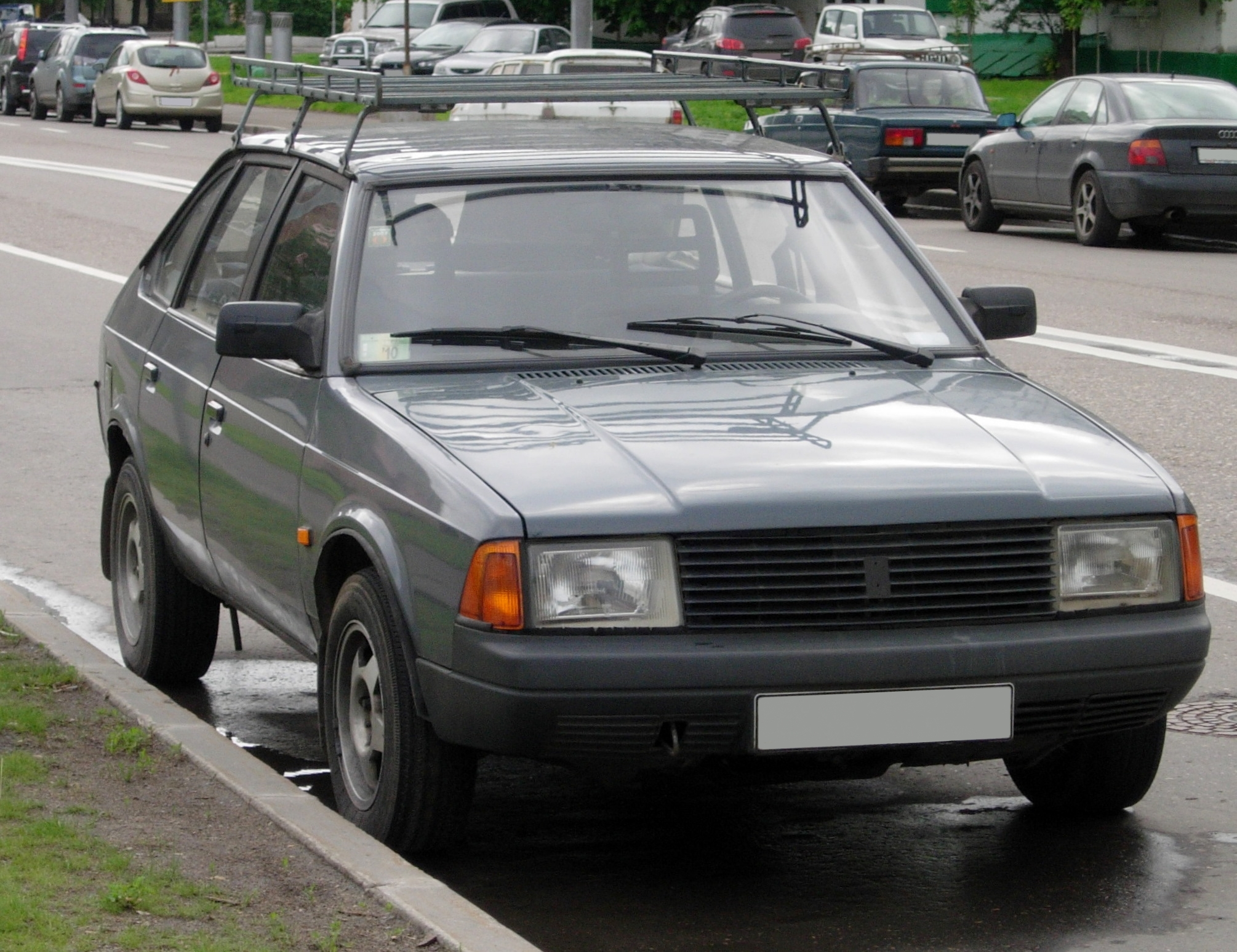
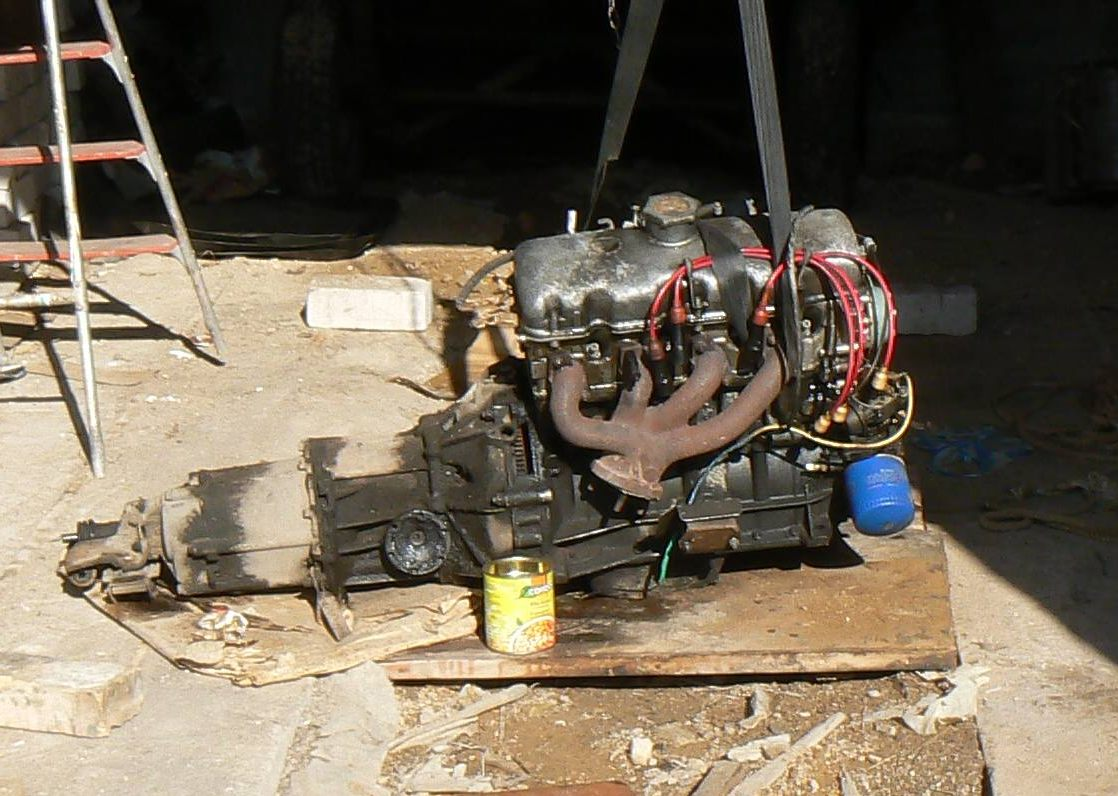
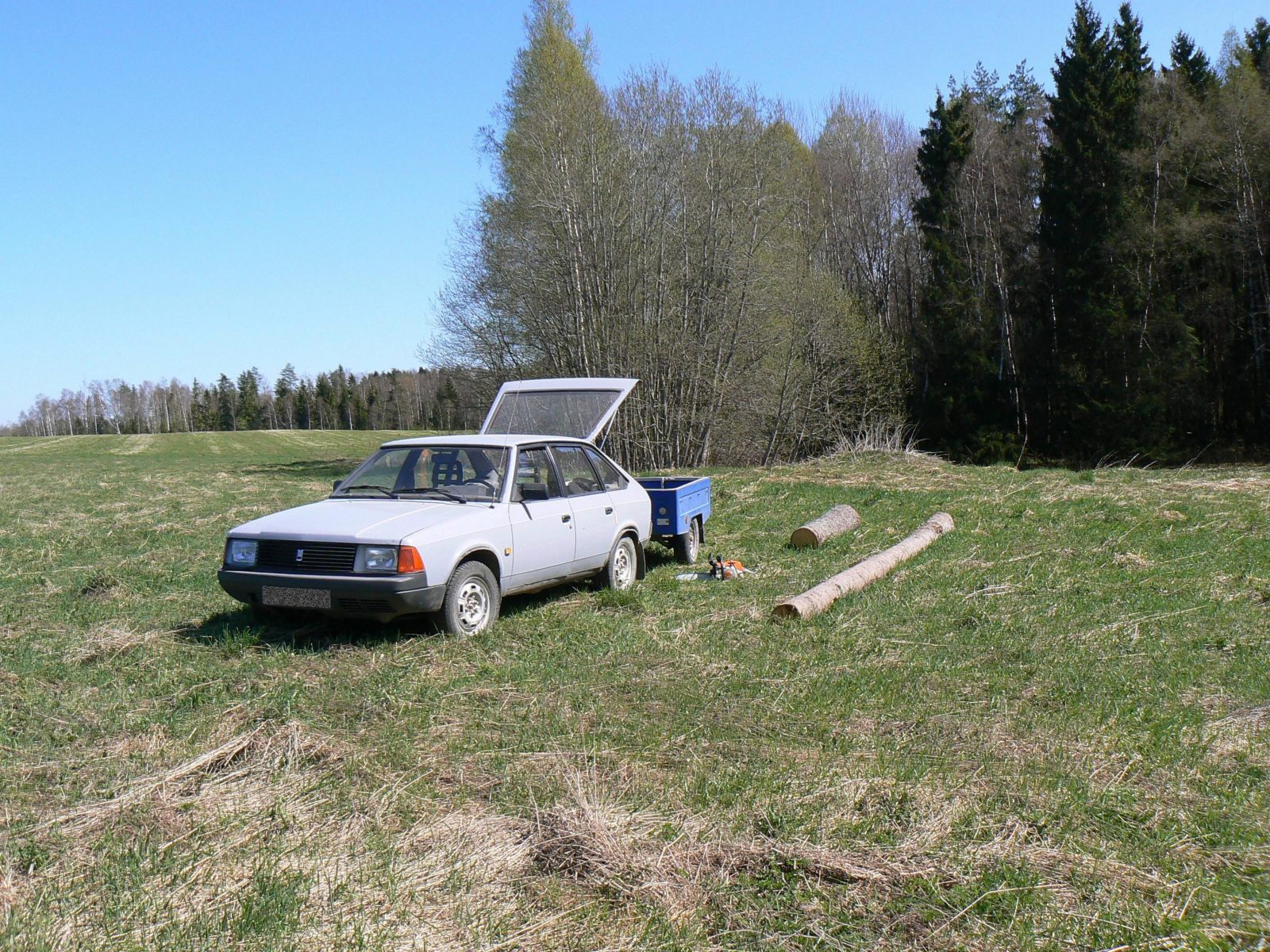